# DIN 19306
Die Normenreihe DIN 19306 behandelt Lieferbedingungen für Druckpapiere. Sie legt folgende (Toleranzen von) Eigenschaften fest:
- Formatangabe mit Maschinenlaufrichtung
- Papierformat
- Flächenbezogene Masse
- Farbabweichungen innerhalb einer Lieferung nach DIN 6174
- relative Gleichgewichtsfeuchte
- Rauheit
- Opazität
- Feuchtigkeitsdehnung
- Widerstand gegen Blistern
- Falzfestigkeit
- Luftdurchlässigkeit nach Bendtsen
- Bedruckbarkeit (Rupffestigkeit)
- breitenbezogene Bruchfestigkeit

Die DIN 19306 gliedert sich in vier Teile:
- Teil 1: Allgemeine technische Lieferbedingungen
- Teil 2: Technische Lieferbedingungen für Offset-Papier, gestrichen und ungestrichen, weiß
- Teil 3: Technische Lieferbedingungen für Tiefdruck-Papier, gestrichen und ungestrichen, weiß
- Teil 4: Technische Lieferbedingungen für Zeitungsdruckpapier